# NA-134
La NA-134 es una carretera de interés para la Comunidad Foral de Navarra  tiene una longitud de 99,50 km, comunica Tudela y los pueblos del lado navarro de la Ribera del Ebro con Logroño.

## Recorrido
| Denominación | Kilómetro | Salida             | Dirección          | Carretera          |
| ------------ | --------- | ------------------ | ------------------ | ------------------ |
| NA-134       | 0         |                    | Fontellas Ablitas  | A-68               |
| NA-134       | 3         |                    | Cabanillas Tudela  | NA-126             |
| NA-134       | 5         |                    | Tudela Ayerbe      | NA-125             |
| NA-134       | 14        |                    | Arguedas           | NA-8712            |
| NA-134       | 18        |                    | Arguedas Valtierra | NA-7564            |
| NA-134       | 22        |                    | Valtierra          | NA-8712            |
| NA-134       | 23        |                    | Castejón           | N-113              |
| NA-134       | 23        |                    | Tafalla            | N-121              |
| NA-134       | 25        |                    | Cadreita           | NA-8711            |
| NA-134       | 26        |                    | Cadreita           |                    |
| NA-134       | 26        |                    | Cadreita           | NA-8711            |
| NA-134       | 27        |                    | Villafranca        | NA-660             |
| NA-134       | 31        |                    | Milagro            | NA-8713            |
| NA-134       | 34        |                    | Milagro            |                    |
| NA-134       | 36        |                    | Milagro            | NA-8713            |
| NA-134       | 40        |                    | Peralta            | NA-660             |
| NA-134       | 46        | Travesía de Azagra | Travesía de Azagra | Travesía de Azagra |
| NA-134       | 51        |                    | Peralta            | NA-653             |
| NA-134       | 51        |                    | San Adrián         | NA-6531 NA-8710    |
| NA-134       | 53        |                    | San Adrián         | NA-8710            |
| NA-134       | 54        |                    | Andosilla          | NA-6240            |
| NA-134       | 58        |                    | Andosilla          | NA-6240            |
| NA-134       | 58        |                    | Estella            | NA-122             |
| NA-134       | 60        |                    | Carcar             | NA-6230            |
| NA-134       | 60        |                    | Carcar             | NA-6231            |
| NA-134       | 67        |                    | Sartaguda          | NA-123             |
| NA-134       | 70        |                    | Sesma              | NA-129             |
| NA-134       | 71        |                    | Lodosa             | NA-8716            |
| NA-134       | 80        |                    | Mendavia           | NA-8411            |
| NA-134       | 84        |                    | Lazagurría         | NA-6310            |
| NA-134       | 85        |                    | Mendavia           | NA-8411            |
| NA-134       | 88        |                    | Lazagurría         | NA-1120            |
| NA-134       | 95        |                    | Viana              | NA-6320            |
| NA-134       | 95        |                    | Estella Pamplona   | A-12               |
| NA-134       | 96        |                    | Logroño Burgos     | A-12               |
| NA-134       | 99        |                    | Las Cañas          |                    |
| NA-134       | 99        |                    | Logroño            | LR-131             |